# Festivalul Internațional de Film Fantastic de la Avoriaz
Festivalul Internațional de Film Fantastic de la Avoriaz (în franceză Festival international du film fantastique d'Avoriaz) a fost un festival dedicat cinematografiei fantastice creat în 1973. Festivalul a fost organizat în fiecare an în luna ianuarie în stațiunea Avoriaz din Morzine. După ultima sa ediție din 1993, a fost înlocuit cu Festivalul Internațional de Film Fantastic Gérardmer.

## Premii

### Grand Prix
- 1973 : Duel pe autostradă de Steven Spielberg
- 1974 : Hrana verde de Richard Fleischer
- 1975 : Phantom of the Paradise de Brian De Palma
- 1976 : Nu s-a acordat
- 1977 : Carrie (Carrie) de Brian De Palma
- 1978 : Full Circle de Richard Loncraine[5][6]
- 1979 : Patrick de Richard Franklin[7]
- 1980 : Mașina timpului de Nicholas Meyer
- 1981 : Omul elefant de David Lynch[8]
- 1982 : Mad Max 2 de George Miller
- 1983 : Cristalul întunecat de Jim Henson și Frank Oz[9]

- 1984 : De lift de Dick Maas[10][11]
- 1985 : Terminatorul de James Cameron
- 1986 : Dream Lover de Alan J. Pakula
- 1987 : Catifeaua albastră de David Lynch
- 1988 : Hidden de Jack Sholder
- 1989 : Inseparabilii de David Cronenberg
- 1990 : I, Madman de Tibor Takács[12][13]
- 1991 : Tales from the Darkside: The Movie de John Harrison
- 1992 : Escape from the 'Liberty' Cinema (Ucieczka z kina Wolnosc) de Wojciech Marczewski
- 1993 : Braindead de Peter Jackson

## Ediții
- Festivalul Internațional de Film Fantastic de la Avoriaz din 1973
- Festivalul Internațional de Film Fantastic de la Avoriaz din 1974
- Festivalul Internațional de Film Fantastic de la Avoriaz din 1975
- Festivalul Internațional de Film Fantastic de la Avoriaz din 1976
- Festivalul Internațional de Film Fantastic de la Avoriaz din 1977
- Festivalul Internațional de Film Fantastic de la Avoriaz din 1978
- Festivalul Internațional de Film Fantastic de la Avoriaz din 1979
- Festivalul Internațional de Film Fantastic de la Avoriaz din 1980
- Festivalul Internațional de Film Fantastic de la Avoriaz din 1981
- Festivalul Internațional de Film Fantastic de la Avoriaz din 1982
- Festivalul Internațional de Film Fantastic de la Avoriaz din 1983
- Festivalul Internațional de Film Fantastic de la Avoriaz din 1984
- Festivalul Internațional de Film Fantastic de la Avoriaz din 1985
- Festivalul Internațional de Film Fantastic de la Avoriaz din 1986
- Festivalul Internațional de Film Fantastic de la Avoriaz din 1987
- Festivalul Internațional de Film Fantastic de la Avoriaz din 1988
- Festivalul Internațional de Film Fantastic de la Avoriaz din 1989
- Festivalul Internațional de Film Fantastic de la Avoriaz din 1990
- Festivalul Internațional de Film Fantastic de la Avoriaz din 1991
- Festivalul Internațional de Film Fantastic de la Avoriaz din 1992
- Festivalul Internațional de Film Fantastic de la Avoriaz din 1993